# Chevrolet Fleetmaster
De Chevrolet Fleetmaster was een productlijn van Chevrolet. De wagen werd door General Motors geproduceerd in de Verenigde Staten, Australië en België en was, vooral door de ruimte, zeer geliefd bij taxibedrijven.